# Януш Корчак
Я̀нуш Ко̀рчак (на полски: Janusz Korczak) с рождено име Хѐнрик Го̀лдшмит (на полски: Henryk Goldszmit) (22 юли 1878 – 6 август 1942) е полски лекар педиатър, писател и педагог от еврейски произход.
Роден е във Варшава в еврейско семейство. Умира през 1942 г. в концентрационен лагер заедно със своите възпитаници от сиропиталището, в което е работил. Предложено му е да се спаси, но той отказва.
Януш Корчак, или Хенрик Голдшмит, познат и като Старият доктор или Господин доктора, понякога изписвани слято (роден на 22 юли 1878 или 1879 година във Варшава, убит на 5 или 6 август 1942 година в немския лагер на смъртта в Треблинка) – лекар, педагог, писател, публицист, обществен деец, офицер от полската армия.
Педагог с новаторски идеи, автор на трудове по теория и практика на възпитанието. Пионер, активно работещ за признаване правата на децата и пълното им равноправие. Като директор на сиропиталище сформира детски другарски съд, с помощта на който децата сами решават проблемите си, освен това имат право да изправят пред съда дори възпитателите си.
„Този прекрасен човек има смелостта да се довери на децата и младежите, за които се грижи, като предава в техни ръце въпросите, свързани с дисциплината и възлага на отделни лица едни от най-трудните задачи, свързани с голяма отговорност“ – казва за Корчак известният швейцарски психолог Жан Пиаже, който посещава дома за сираци, създаден и ръководен от Корчак.
Корчак създава първото списание, списвано от материали, изпратени от децата и предназначени предимно за детската читателска публика – „Малък преглед“. Той е един от първите, работил в областта на детското развитие и психология и педагогическа диагностика.
Полски евреин, който през целия си живот прокламира принадлежността си към двата народа.

## Детство и образование
Корчак е роден във Варшава в полонизирано еврейско семейство – баща Йозеф Голдшмит (1844 – 1896), адвокат и майка Цецилия, по баща Гембицка (1853/4 – 1920). Оригиналното му свидетелство за раждане не е запазено, затова точната дата на раждане не е потвърдена.
Родът Голдшмит произлиза от района на Люблин, а Гембицки – от околностите на Познан; прадядо му Маурици Гембицки и дядо му Херш Голдшмит са лекари. Гробовете на баща му и дядовците по майчина линия (гробът на майка му не е открит) се намират в еврейското гробище във Варшава на улица „Окопова“.
Първоначално доброто материално положение на семейство Голдшмит започва да се влошава поради психично заболяване на бащата, който за първи път попада в психиатрично отделение в началото на 90-те. Той умира на 26 април 1896 г. След смъртта му Корчак, ученик на 17 – 18 години, дава частни уроци, помагайки за издръжката на семейството. Майка му, Цецилия Голдшмит, дава стаи под наем в жилището им във Варшава. Корчак се явява на матура чак на 20 години.
Като дете Януш Корчак чете много. След години, в дневника, писан в гетото, той отбелязва: „полудях по книгите, обсебен бях от четенето. Светът пред очите ми изчезна, съществуваше само книгата“. През 1898 г. се записва да следва в медицинския факултет на Царския университет във Варшава. През лятото на 1899 г. за първи път пътува в чужбина – в Швейцария, където се запознава с педагогическата дейност и творчество на Йохан Хайнрих Песталоци. В края на същата година за кратко е арестуван за дейността си в читалните на Варшавското благотворително дружество. Следва шест години, като повтаря първи курс. Следвал е в така наречения „Летящ университет“. В студентските си години се запознава из основи с живота на пролетариата и лумпените в бедните квартали. Членува в масонската ложа „Морска звезда“ на международната федерация „Ле Руи Хуман“ създадена с цел „да сближи всички хора, разделени от религиозни бариери и да търси истината, като уважава другите човешки същества.

## Лекар
Получава диплом за лекар на 23 март 1905 година. През юни същата година като лекар е мобилизиран в руската армия (по онова време Царство Полша (Królestwo Polskie, Królestwo Kongresowe, Kongresówka)) e част от Руската Империя) и участва в руско-японската война. Служи в Харбин. От децата в Манджурия научава китайски език. В края на март 1906 се завръща в Полша. Между 1905 – 1912 работи като педиатър в детската болница на Берсон и Бауман. Получава жилище в болницата, а в замяна кара постоянно дежурство, като всеотдайно изпълнява задълженията си и се води „лекар на място“. В практиката си на лекар не подминава работническите части на града. Докато на бедните пациенти взима символични такси или им дава пари за лекарства, от богатите не се колебае да поиска висок хонорар, за което му помага и известността му на писател.
В периода 1907 – 1910/11 специализира в чужбина – слуша лекции, практикува в детски клиники, посещава възпитателно-образователни институции. Почти година изкарва в Берлин (1907 – 1908), в Париж – четири месеца (1910), в Лондон – месец (1910 или 1911). И, както пише години по-късно, именно в Лондон взема решение да не създава семейство и смята „да се посвети на децата.“ В същия период води активна обществена дейност, членува във Варшавското дружество по хигиена и в Сдружението „Летни детски лагери (TKL). През 1904, 1907, 1908 участва в летните лагери за еврейски и полски деца, организирани от Сдружението „Летни детски лагери“(TKL). През 1906 г. издава книгата „Детето на салона“, приета много добре от читателите и критиката. Оттогава, благодарение на получената след публикациите си популярност, се превръща в известен и търсен варшавски педиатър. От 1909 г. става член на еврейското дружество „Помощ за сираците“, което няколко години по-късно построява собствен „Дом за сираци“. За директор на дома е назначен именно Корчак.
По време на Първата световна война отново е мобилизиран в царската армия. Служи като завеждащ отделение в лазарета на дивизия в Украйна. През 1917 г. е преместен на служба като лекар в приютите за украински деца около Киев. Две години преди това, по време на кратка отпуска, прекарана в Киев, се запознава с Мария Фалска, по баща Роговска, полска общественичка и активистка за независимост, ръководеща възпитателен дом за полски момчета. След приключване на военната си служба в руската армия през юни 1918 г. Корчак се завръща във Варшава с чин капитан. След като Полша обявява независимостта си (на 11 ноември 1918 г.) Корчак отново постъпва в редиците на армията. Този път е мобилизиран в новосъздадената полска армия. По време на полско-съветската война (1919 – 1921) изпълнява лекарския си дълг във военните болници в Лодз и Варшава. Боледува от тиф. За работата си е повишен в чин майор от полската армия.

## Педагог

### Възгледи
Още като младеж се интересува от въпроси, свързани с възпитанието на децата, повлиян е от идеите и опита на „новото възпитание“. Запленен е от теорията на прагматичната педагогика на Джон Дюи, а също и от трудовете на Декроли, Монтесори и ранните педагози – Песталоци, Спенсър, Фрьобел; познава педагогическата концепция на Толстой. Корчак подчертава необходимостта от диалог с децата.
Публикува и изнася лекции по теми, свързани с педагогиката и възпитанието на децата. Опитът си в работата с децата трупа първо като частен учител, после като общественик, а след това и като директор на „Дома за сираци“ и един от основателите на „Наш дом“. Между двете световни войни преподава в няколко университета в страната: в Националния институт по специална педагогика (днес Академия за специална педагогика "Мария Гжегожевска”), в Държавния семинар на учителите, изповядващи юдаизъм и в Националния учителски институт. Корчак е привърженик на детската еманципация, на правото на децата на избор и зачитане на правата им. В домовете, управлявани от Корчак, се прилагат принципите на самоуправлението, в което участват еднакво децата и възрастните.
"В областта на интелекта [детето] е, най-малкото, равно на нас, не му достига само опит", пише той в „Как да обичаме детето“. Списанието, издавано и редактирано от и за деца, е техен форум, ковачница на таланти и важен метод за приобщаване, най-вече на децата от православните еврейски семейства. Доктор Корчак се изказва за ресоциализацията и за комплексните и новаторски грижи към децата от обществената периферия.
Той твърди, че мястото на детето е сред връстниците му, а не у дома. Стремежът му е децата да се отърсят от ранните си навици и бебешки възгледи и да подлежат на социализация, като по този начин се подготвят за зрелия живот. Опитва се да осигури на децата безгрижно, но не и лишено от задължения, детство. Смята, че детето трябва само да разбере и емоционално да преживее определени ситуации, да ги изпита, само да си извлече изводи и евентуално да предотврати вероятните последици. „Няма деца – има само хора“, пише Корчак.
Всички деца, които лекува или възпитава, обича като свои. По-късно дейността му потвърждава тези думи. Алтруистичните му убеждения не биха му позволили специално отношение или предпочитание към малка група любимци. Не приема, че традиционното семейство е най-важната и основна клетка на социалните връзки. Не приема ролята, която играе семейството в християнско-консервативните и традиционни еврейски кръгове на обществото.
Ключови елементи в концепцията на Корчак при възпитанието са:
- отричане на насилието – физическо или словесно, произтичащо от разликата във възрастта или служебното и социално положение;
- идеята за учебно-възпитателни интерактивни методи сред възрастни и деца, с които разширява дефиницията на класическата педагогика;
- убеждението, че детето е човешко същество, както и възрастният;
- принципът, че възпитателният процес трябва да отчита индивидуалността на всяко дете;
- вярата, че детето най-добре знае нуждите си, мечтите и емоциите, следователно би трябвало да има правото възрастните да зачитат неговото мнение;
- признаване на детето правото на уважение, незнание и неуспехи, лично пространство, собствено мнение и собственост;
- признаване процеса на развитие на детето за тежък труд.

### Съвременно възприятие
Януш Корчак в наши дни е признат за основоположник на редица педагогически течения, а идеята му за правата на децата е основен изходен пункт за множество съвременни автори. „Реформиране на света означава реформиране на възпитанието“, смята Корчак.
Корчак е признат за един от пионерите в педагогическото направление, понастоящем наричано „морално образование“, въпреки че не е създал систематизирана теория по тази тема  Неговите съвременни педагогически идеи се основават на практиката. Противник на доктрините в дидактиката, той е бил добре ориентиран в педагогическите и психологични течения на своето време. Според Игор Неверли Корчак не се определя с конкретна политическа идеология или образователна доктрина.
Въпреки това Корчак е сочен за родоначалник на няколко течения. Лоурънс Колберг смята, че неговата идея за „Училището – общност на справедливост“ се базира на опита на Корчак. Предполага се, че Корчак и бразилския педагог Пауло Фрейре имат подобни възгледи относно демокрацията в училище и теорията за диалога. Привържениците на педагогическата обич основават теорията си върху разработения от Корчак модел за отношение учител – студент. Други автори  откриват в Корчак и Мартин Бубер начални елементи от течението на „религиозното образование“. Идеите на Корчак са прилагани в „идеологията за нормализация“ на възпитанието на деца с психически и умствени увреждания. Неговият подход при възпитанието на децата оказва влияние върху следвоенните законодателни инициативи, предприети в полза на децата. Голяма заслуга за инициативата има и Полша, взела активно участие в подготовката на Декларацията за правата на децата от 1959 година, като става и инициатор за създаването на Конвенцията за права на детето, приета от Общото събрание на ООН през 1989 година.

## Домът за сираци и Нашият дом
Заедно със Стефания Вилчинска Корчак създава и управлява Дом за сираци – варшавско сиропиталище за еврейски деца, финансиран от еврейското дружество „Помощ за сираците“, намиращ се на улица „Крохмална“ № 92 (днес ул. „Якторовска“ № 6). На 7 октомври 1912 година домът отваря врати, а Корчак става негов директор. Главен възпитател е Стефания Вилчинска (1886 – 1942) – госпожица/госпожа Стефа.
Корчак ръководи сиропиталището 30 години. В края на октомври – началото на ноември 1940 година „Домът за сираци“ е преместен в гетото на улица „Хлодна“. Корчак е арестуван след неприятности в учреждението, свързани с пренасянето на дома. Хитлеристите го затварят в затвора на ул. „Павя“, но след няколко седмици го освобождават срещу парична гаранция.
От 1919 година заедно с Мария Фалска той създава друго благотворително учреждение – сиропиталище за полски деца „Наш дом“, което първоначално се намира край варшавското село Прушков, а от 1928 година в столичния квартал Беляни. Сътрудничеството с Фалска продължава чак до 1936 година. В „Наш дом“ също са прилагани новаторски педагогически методи. Двете сиропиталища, предназначени за деца от 7 до 14 години, на практика реализират концепцията за самоуправляващите се общества, със собствени институции като парламент, съд, вестник, система за дежурства, нотариат и спомагателна каса. През 1926 година за възпитателно-образователната си дейност Корчак получава Офицерски кръст на Ордена на възродена Полша, който му е връчен на 11 ноември 1925 година (Денят на независимостта, национален празник на Полша).

## Писател, публицист, радиожурналист
Дебютира на 26 септември 1886 година в седмичника „Колце“. Тъй като е ученик от гимназията, не може официално да публикува в пресата и затова се подписва с псевдонима „Хен“, по-късно използва и други псевдоними, в т.ч. Хен-Рик, Хагот, Старият доктор. Псевдонимът Януш Корчак (по-известен дори от името му), с който става популярен, Януш Корчак взел от заглавието на романа на Й. И. Крашевски „За Януш Корчак и красивата дъщеря на оръжейника“. За първи път го използва през 1898, подписвайки своята изпратена за драматургичен конкурс четириактова пиеса „Накъде?“. Самата творба не се е запазила. В периода 1898 – 1901 публикува в списание „Читалня за всички“. От 1900 година започва да публикува като Януш Корчак, така подписва дори личните си писма, не се отказва обаче и от останалите си псевдоними. Като Хен-Рик сътрудничи на сатиричния седмичник „Колце“. От 1901 започва да пише фейлетони. През 1905 година излиза сборник с негови фейлетони, публикувани в „Колце“ със заглавие „Кошалки–опалки“ и романът „Децата на улицата“ (1901).
Писателските трудове на Корчак наброяват общо 24 книги и над 1400 издадени в различни списания текстове. Запазили са се единствено неголям брой ръкописи, машинописи и документи и писма, общо около 300 заглавия. За най-важни педагогически работи се смятат цикълът от четири части „Как да обичаме детето“ (1920), „Моменти от възпитанието“ (1924), „Когато отново бъда малък“ (1925), „Право на детето на уважение“ (1929) и „Шеговита педагогика“ (1939). Сред книгите за деца особено популярна стават „Крал Матиуш Първи“ и „Крал Матиуш на безлюдния остров“ (1923), преведени на над 20 езика, както и „Фалитът на малкия Джек“ (1924), „Правилата на живота“ (1930) и „Кайтуш магьосникът“ (1935).
През 1937 година за литературната си дейност Корчак получава Златен академичен венец от Полската академия по литература. По време на Втората световна война той води дневник, ценен най-вече с обстоятелствата около неговото създаване и военните преживявания на автора.
В педагогическата си работа Корчак използва и много модерни за онези времена инструменти. Създава вестник на децата и младежите „Малък преглед“. (1926 – 1939). Изданието излиза като седмична притурка на варшавския ежедневник „Наш преглед“. Първият брой излиза на 9 октомври 1926 година, това е първото списание в Полша, списвано от деца. От 1930 година негов редактор е писателят Йежи Абрамов, известен след войната като Игор Неверли, който е и секретар на Корчак.
Списанието се издава въпреки зараждащия се през 30-те години антисемитизъм, нетолерантно отношение и расизъм. Последният брой на списанието излиза на 1 септември 1939.
Забележителният педагог, наричан Старият доктор, развива своята дейност и чрез цикъл от радиопредавания. В тези предавания той създава собствен стил, като се обръща към най-младите слушатели и с обикновени думи им обяснява важните неща. През 1939 година педагогическите програми на доктора са спрени въпреки ентусиазираното мнение на слушателите и рецензентите заради нарастващите антисемитски настроения и свързаният с тях вътрешен натиск. Корчак се връща в радиото две години по-късно и води предавания дори след избухването на войната през първите дни на септември 1939 година.

## Втората световна война, гетото и последният поход
Тъй като е офицер от Полската армия, след избухването на Втората световна война Корчак се записва доброволец във военното интендантство, но не го приемат заради възрастта му. По време на немската окупация той носи полски военен мундир. Не приема наложения от нацистите дискриминационен знак, с който бележат евреите – жълтата звезда на Давид и го смята за оскверняване на символа. Последните месеци от живота си прекарва във Варшавското гето. Неверли, по-късно биограф на Корчак, се опитва да му набави фалшиви документи от арийската част на града, но докторът отказва да излезе от гетото. Тук той отново започва редовно да пише в дневника си, започнат през 1939 година и прекъснат за две години, тъй като цялата си енергия е влагал в грижата за възпитаниците си от „Дома за сираци“ и в други дейности, свързани по-общо с положението на децата в гетото. Дневникът е публикуван за първи път през 1958 във Варшава. Последната бележка е от 4 август 1942 г.
Сутринта на 5 или 6 август 1942 територията на малкото гето е обградена от отрядите на СС, украински и латвийски полицаи. По време на така наречената „голяма акция“ (основния етап от изтребление на населението на варшавското гето от германците), той за пореден път отхвърля предложението за спасение, тъй като не иска да изостави децата и служителите от „Дома за сираци“. Когато ги депортират от гетото, Корчак оглавява шествието на възпитаниците си към Умшлагплац, откъдето потеглят композициите за лагерите на смъртта. В процесията участват около 200 деца и петнадесетина възпитатели, сред тях и Стефания Вилчинска. Техният последен поход става легенда. Превръща се в един от военните митове и често повтаряна история, не винаги с последователни и надеждни подробности.
„Не искам да развенчая образа или легендата, но трябва да кажа как аз видях случката тогава. Атмосферата беше просмукана от пълно безсилие, хипнотично движение, апатия. Нямаше видимо вълнение, че именно Корчак идва, нямаше почести, както го описват някои, със сигурност нямаше намеса на пратеници на Юденрат – никой не се приближи до Корчак. Нямаше жестове, нямаше песни, нямаше гордо вдигнати глави, не помня дали някой е носил знамето на Дома за сираци, казват, че е било така. Беше страховита, мъчителна тишина. (…) едно дете държеше Корчак за полата, може и за ръката, вървяха като хипнотизирани. Изпратих ги чак до портите на Умшлаг ...".
Според други версии децата маршируват по четирима и носят знамето на крал Матиуш I, герой на един от романите, излезли изпод перото на техния възпитател. Всяко дете носело със себе си любимата си играчка или книга. Едно от момчетата начело на похода свирело на цигулка. Украинците и есесовците удрят с камшици и стрелят над тълпата от деца, въпреки че походът е воден от един от тях, който вероятно е симпатизирал на децата. Януш Корчак загива заедно със своите възпитаници в хитлеристкия лагер на смъртта Треблинка. През 1948 година посмъртно получава Кавалерски кръст на Ордена на възродена Полша.

## Идентичност
Януш Корчак се е самоопределял като евреин-поляк. Работи за сближаването на поляците и евреите. Неговият роден език е полският и на този език той е творил. Древноеврейски език започва да изучава едва на 30 години, когато се сближава с движението на ционистката младежка организация, а идиш, който е езикът на повечето евреи в Полша, разбира малко благодарение познанията си по немски. Едва през 30-те години започва да се интересува повече от еврейския си произход; тогава сътрудничи на ционистки младежки организации и взема участие в техни семинари. По това време преживява и криза в личния си и професионален живот. До определена степен от нея му помагат да излезе двете пътувания до Палестина през 1934 и 1936 година, където като писател отива „да попие от миналото, да открие опора за настоящето и да проникне в бъдещето“.

## Филми
„Свободен сте, доктор Корчак“ („Sie sind frei Doktor Korczak") – германски филм на режисьора Александър Форд от 1975 година. В него се разказва за последните години от живота на Януш Корчак, в ролята на когото се превъплъщава Лео Генн.
„Корчак“ – полски филм на режисьора Анджей Вайда по сценарий на Агнешка Холанд от 1990 година. Представя съдбата на д-р Корчак и фрагментарно – нацистките престъпления, извършвани срещу децата и техните възпитатели от Дома за сираци по време на така наречената „кампания Рейнхард“. Ролята на Корчак изпълнява Войчех Пшоняк.